# Tournoi d'ouverture du championnat du Guatemala de football 2013
Navigation
Saison précédente Saison suivante
Le Tournoi Apertura 2013 est le trentième tournoi saisonnier disputé au Guatemala.
C'est cependant la 76e fois que le titre de champion du Guatemala est remis en jeu.
Lors de ce tournoi, le CSD Comunicaciones a conservé son titre de champion du Guatemala face aux onze meilleurs clubs guatémaltèques.
Chacun des douze clubs participant était confronté deux fois aux onze autres équipes. Puis les huit meilleurs se sont affrontés lors d'une phase finale à la fin du tournoi.
Seulement une place était qualificative pour la Ligue des champions de la CONCACAF.

## Les 12 clubs participants
| \| CSD Comunicaciones CSD Municipal CD Heredia Deportivo Malacateco Deportivo Marquense Deportivo Mictlán CSD Comunicaciones CSD Municipal Universidad SC Halcones FC Deportivo Suchitepéquez Xelaju MC Deportivo Iztapa Dep. Coatepeque \| Localisation des clubs engagés dans le championnat. |
| CSD Comunicaciones CSD Municipal CD Heredia Deportivo Malacateco Deportivo Marquense Deportivo Mictlán CSD Comunicaciones CSD Municipal Universidad SC Halcones FC Deportivo Suchitepéquez Xelaju MC Deportivo Iztapa Dep. Coatepeque                                                           |

Ce tableau présente les douze équipes qualifiées pour disputer le championnat 2013-2014. On y trouve le nom des clubs, le nom des stades dans lesquels ils évoluent ainsi que la capacité et la localisation de ces derniers.
| Club                      | Stade                             | Capacité | Ville          |
| Deportivo Coatepeque (es) | Stade Israel Barrios (en)         | 20 000   | Coatepeque     |
| CSD Comunicaciones        | Stade Cementos Progreso           | 17 000   | Guatemala City |
| CD Heredia                | Stade Del Monte (es)              | 8 000    | Morales        |
| Deportivo Iztapa          | Estadio Armando Barillas (en)     | 10 000   | Iztapa         |
| Deportivo Malacateco      | Stade Santa Lucía                 | 7 000    | Malacatán      |
| Deportivo Marquense       | Stade Marquesa de la Ensenada     | 10 000   | San Marcos     |
| Deportivo Mictlán (en)    | Stade La Asunción                 | 3 000    | Asunción Mita  |
| CSD Municipal             | Stade Manuel Felipe Carrera       | 10 000   | Guatemala City |
| Halcones FC (en)          | Stade Communal de La Mesilla (es) | 5 000    | La Democracia  |
| Deportivo Suchitepéquez   | Stade Carlos Salazar Hijo         | 12 000   | Mazatenango    |
| Universidad SC            | Stade Revolución                  | 4 000    | Guatemala City |
| Xelaju MC                 | Stade Mario Camposeco             | 11 000   | Quetzaltenango |

## Compétition
Le tournoi Apertura se déroule de la même façon que les tournois saisonniers précédents, en deux phases :
- La phase de qualification : les vingt-deux journées de championnat.
- La phase finale : les matchs aller-retour allant des quarts de finale à la finale.

### Phase de qualification
Lors de la phase de qualification les douze équipes affrontent à deux reprises les onze autres équipes selon un calendrier tiré aléatoirement.
Les huit meilleures équipes sont qualifiées directement pour les quarts de finale.
Le classement est établi sur le barème de points classique (victoire à 3 points, match nul à 1, défaite à 0).
Le départage final se fait selon les critères suivants :
- Le nombre de points.
- La différence de buts générale.
- Le nombre de buts marqué.

#### Classement
| Rang | Équipe                      | Pts | J  | G  | N | P  | Bp | Bc | Diff |
| ---- | --------------------------- | --- | -- | -- | - | -- | -- | -- | ---- |
| 1    | CSD Comunicaciones T        | 44  | 22 | 14 | 2 | 5  | 44 | 15 | +29  |
| 2    | CSD Municipal               | 44  | 22 | 13 | 5 | 4  | 37 | 13 | +24  |
| 3    | CD Heredia                  | 35  | 22 | 10 | 5 | 7  | 34 | 25 | +9   |
| 4    | Universidad SC              | 35  | 22 | 11 | 2 | 9  | 27 | 33 | -6   |
| 5    | Deportivo Marquense         | 34  | 22 | 9  | 7 | 6  | 26 | 22 | +4   |
| 6    | Halcones FC (en)            | 29  | 22 | 8  | 5 | 9  | 23 | 33 | -10  |
| 7    | Deportivo Malacateco        | 28  | 22 | 7  | 7 | 8  | 21 | 25 | -4   |
| 8    | Deportivo Suchitepéquez     | 27  | 22 | 6  | 9 | 7  | 28 | 26 | +2   |
| 9    | Xelaju MC                   | 27  | 22 | 7  | 6 | 9  | 36 | 35 | +1   |
| 10   | Deportivo Mictlán (en)      | 24  | 22 | 6  | 6 | 10 | 20 | 39 | -19  |
| 11   | Deportivo Coatepeque (es) P | 19  | 22 | 4  | 7 | 11 | 21 | 33 | -12  |
| 12   | Deportivo Iztapa P          | 16  | 22 | 3  | 7 | 12 | 19 | 37 | -18  |

| Légende : Qualifications et relégations | Légende : Qualifications et relégations          |
| --------------------------------------- | ------------------------------------------------ |
|                                         | Qualifié pour les quarts de finale               |
|                                         | T Tenant du titre P Promu de la saison 2012-2013 |

#### Matchs
| Résultats (▼dom., ►ext.)                                   | Coa | Com | Her | Izt | Mal | Mar | Mic | Mun | Hal | Suc | Uni | Xel |
| Deportivo Coatepeque (es)                                  |     | 1-2 | 2-1 | 2-1 | 3-3 | 0-0 | 2-0 | 1-0 | 0-0 | 0-1 | 1-2 | 1-1 |
| CSD Comunicaciones                                         | 2-1 |     | 3-0 | 1-0 | 3-0 | 2-0 | 7-0 | 1-0 | 6-0 | 3-0 | 1-0 | 1-2 |
| CD Heredia                                                 | 2-2 | 0-2 |     | 4-0 | 1-1 | 1-0 | 4-1 | 1-0 | 3-1 | 2-1 | 3-0 | 4-3 |
| Deportivo Iztapa                                           | 0-0 | 0-3 | 0-0 |     | 0-1 | 0-0 | 1-1 | 1-1 | 3-2 | 1-0 | 2-3 | 3-2 |
| Deportivo Malacateco                                       | 3-0 | 2-0 | 1-0 | 1-1 |     | 2-0 | 1-1 | 0-2 | 2-2 | 1-0 | 1-0 | 1-1 |
| Deportivo Marquense                                        | 2-0 | 2-1 | 2-1 | 2-0 | 0-0 |     | 2-0 | 0-0 | 4-1 | 2-1 | 1-0 | 1-0 |
| Deportivo Mictlán (en)                                     | 1-1 | 0-2 | 2-0 | 2-0 | 3-0 | 1-0 |     | 0-0 | 2-0 | 1-1 | 0-1 | 1-0 |
| CSD Municipal                                              | 1-0 | 1-0 | 1-0 | 3-1 | 1-0 | 3-1 | 5-0 |     | 1-0 | 1-1 | 6-0 | 3-0 |
| Halcones FC (en)                                           | 0-1 | 1-0 | 1-1 | 1-0 | 2-1 | 1-1 | 3-1 | 2-1 |     | 0-2 | 1-0 | 1-0 |
| Deportivo Suchitepéquez                                    | 1-0 | 1-1 | 0-0 | 2-2 | 3-0 | 0-0 | 2-2 | 2-3 | 1-1 |     | 0-2 | 4-1 |
| Universidad SC                                             | 2-0 | 1-3 | 0-3 | 3-1 | 1-0 | 4-2 | 1-0 | 1-3 | 1-0 | 1-3 |     | 2-1 |
| Xelaju MC                                                  | 4-1 | 2-0 | 1-3 | 3-2 | 1-0 | 3-3 | 6-0 | 1-1 | 1-0 | 2-2 | 1-1 |     |
| - Victoire à domicile - Match nul - Victoire à l'extérieur |     |     |     |     |     |     |     |     |     |     |     |     |

### La Phase Finale
Les huit équipes qualifiées sont réparties dans le tableau final d'après leur classement général, le premier affrontant le huitième et ainsi de suite, la même opération est effectuée une fois que l'on connait les quatre demi-finalistes pour le tirage de ce deuxième tour. L'équipe la moins bien classée accueille lors du match aller et la meilleure lors du match retour.
En cas d'égalité sur la somme des deux matchs, c'est l'équipe ayant marqué le plus de buts à extérieur qui l'emporte puis des prolongations et une séance de tirs au but ont éventuellement lieu.

#### Tableau
|  |                         |               |                     |               |               |                    |     |            |            |            |            |                    |     |   |        |        |        |        |        |  |  |
|  | 1/4 de finale           | 1/4 de finale | 1/4 de finale       | 1/4 de finale | 1/4 de finale |                    |     | 1/2 finale | 1/2 finale | 1/2 finale | 1/2 finale | 1/2 finale         |     |   | Finale | Finale | Finale | Finale | Finale |  |  |
|  |                         |               |                     |               |               |                    |     |            |            |            |            |                    |     |   |        |        |        |        |        |  |  |
|  |                         |               |                     |               |               |                    |     |            |            |            |            |                    |     |   |        |        |        |        |        |  |  |
|  | CSD Comunicaciones      | (1)           | 2                   | 0             | 0             |                    |     |            |            |            |            |                    |     |   |        |        |        |        |        |  |  |
|  | CSD Comunicaciones      | (1)           | 2                   | 0             | 0             |                    |     |            |            |            |            |                    |     |   |        |        |        |        |        |  |  |
|  | Deportivo Suchitepéquez | (8)           | 1                   | 0             | 0             |                    |     |            |            |            |            |                    |     |   |        |        |        |        |        |  |  |
|  | Deportivo Suchitepéquez | (8)           | 1                   | 0             | 0             | CSD Comunicaciones | (1) | 0          | 4          |            |            |                    |     |   |        |        |        |        |        |  |  |
|  |                         |               |                     |               |               | CSD Comunicaciones | (1) | 0          | 4          |            |            |                    |     |   |        |        |        |        |        |  |  |
|  |                         |               | Deportivo Marquense | (5)           | 1             | 0                  |     |            |            |            |            |                    |     |   |        |        |        |        |        |  |  |
|  | Universidad SC          | (4)           | Deportivo Marquense | (5)           | 1             | 0                  | 0   | 1          |            |            |            |                    |     |   |        |        |        |        |        |  |  |
|  | Universidad SC          | (4)           |                     |               |               |                    |     |            |            |            |            |                    |     |   |        |        |        |        |        |  |  |
|  | Deportivo Marquense     | (5)           | 3                   | 0             |               |                    |     |            |            |            |            |                    |     |   |        |        |        |        |        |  |  |
|  | Deportivo Marquense     | (5)           | 3                   | 0             |               |                    |     |            |            |            |            | CSD Comunicaciones | (1) | 0 | 3      | 0(4)   |        |        |        |  |  |
|  |                         |               |                     |               |               |                    |     |            |            |            |            | CSD Comunicaciones | (1) | 0 | 3      | 0(4)   |        |        |        |  |  |
|  |                         | CD Heredia    | (3)                 | 2             | 1             | 0(3)               |     |            |            |            |            |                    |     |   |        |        |        |        |        |  |  |
|  | CSD Municipal           | CD Heredia    | (3)                 | 2             | 1             | 0(3)               | (2) | 2          | 2          |            |            |                    |     |   |        |        |        |        |        |  |  |
|  | CSD Municipal           |               |                     |               |               |                    | (2) | 2          | 2          |            |            |                    |     |   |        |        |        |        |        |  |  |
|  | Deportivo Malacateco    | (7)           | 2                   | 1             |               |                    |     |            |            |            |            |                    |     |   |        |        |        |        |        |  |  |
|  | Deportivo Malacateco    | (7)           | 2                   | 1             | CSD Municipal | (2)                | 0   | 1          |            |            |            |                    |     |   |        |        |        |        |        |  |  |
|  |                         |               |                     |               |               | (2)                | 0   | 1          |            |            |            |                    |     |   |        |        |        |        |        |  |  |
|  |                         |               | CD Heredia          | (3)           | 3             | 1                  |     |            |            |            |            |                    |     |   |        |        |        |        |        |  |  |
|  | CD Heredia              | (3)           | CD Heredia          | (3)           | 3             | 1                  | 0   | 4          |            |            |            |                    |     |   |        |        |        |        |        |  |  |
|  | CD Heredia              | (3)           |                     |               |               |                    | 0   | 4          |            |            |            |                    |     |   |        |        |        |        |        |  |  |
|  | Halcones FC (en)        | (6)           | 0                   | 0             |               |                    |     |            |            |            |            |                    |     |   |        |        |        |        |        |  |  |
|  | Halcones FC (en)        | (6)           | 0                   | 0             |               |                    |     |            |            |            |            |                    |     |   |        |        |        |        |        |  |  |

#### Quarts de finale
| Club               | Aller | Retour | Club                    | Commentaire |
| CSD Comunicaciones | 2-1   | 0-0    | Deportivo Suchitepéquez |             |
| CSD Municipal      | 2-2   | 2-1    | Deportivo Malacateco    |             |
| CD Heredia         | 0-0   | 4-0    | Halcones FC (en)        |             |
| Universidad SC     | 0-3   | 1-0    | Deportivo Marquense     |             |

#### Demi-finales
| Club               | Aller | Retour | Club                | Commentaire |
| CSD Comunicaciones | 0-1   | 4-0    | Deportivo Marquense |             |
| CSD Municipal      | 0-3   | 1-1    | CD Heredia          |             |

#### Finale
| Match aller      | CD Heredia                       | 2:0   | CSD Comunicaciones | Stade Julián Tesucún |  |
| 12 décembre 2013 | 84e Nelson Miranda · 90e Andrade | (0:0) |                    |                      |  |

| Match retour     | CSD Comunicaciones                                                                                          | 3:1             | CD Heredia                                                                                                 | Stade Mateo Flores |  |
| 15 décembre 2013 | 64e José Manuel Contreras · 68e José Manuel Contreras · 88e Victor Juarez                                   | (0:1)           | 26e Andrade                                                                                                |                    |  |
| 15 décembre 2013 | José Manuel Contreras · Bryan Ordóñez · Joel Benítez · Carlos Figueroa · Juan José Paredes · Jorge Aparicio | Tirs au but 4:3 | Rodrigo De León · Nelson Miranda · Hetzol Pereira · Hèctor De Mata · Robin Betancourth · Wilfred Velàsquez |                    |  |

## Bilan du tournoi
| Tournoi d'ouverture du championnat de football du Guatemala 2013 |                                |
| Champion                                                         | CSD Comunicaciones (27e titre) |
| Dauphin                                                          | CD Heredia                     |
| Qualifications continentales                                     |                                |
| Ligue des champions 2014-2015 (Phase de groupes)                 | CSD Comunicaciones             |

## Statistiques

### Buteurs
| Rang | Nom                  | Équipe                    | Buts |
| 1    | Israel Silva         | Xelaju MC                 | 14   |
| 2    | Carlos Kamiani Félix | Universidad SC            | 11   |
| 2    | Jonathan Hansen      | Deportivo Suchitepéquez   | 11   |
| 3    | Carlos Asprilla      | Deportivo Mictlán (en)    | 10   |
| 5    | Agustín Herrera      | Deportivo Coatepeque (es) | 9    |
| 5    | Jorge Ortíz          | Deportivo Marquense       | 9    |